# Megalithanlagen von Brügge
Die zerstörten Megalithanlagen von Brügge, bei Brügge in Schleswig-Holstein wurden 1975 wegen der Erweiterung einer Kiesgrube von D. Stoltenberg untersucht. Es handelt sich um Megalithanlagen der jungsteinzeitlichen Trichterbecherkultur (TBK), die zwischen 3500 und 2800 v. Chr. entstanden. Neolithische Monumente sind Ausdruck der Kultur und Ideologie jungsteinzeitlicher Gesellschaften. Ihre Entstehung und Funktion gelten als Kennzeichen der sozialen Entwicklung.

## Rechteckdolmen
Auf einer Nordost-Südwest gerichteten Anhöhe lag ein Hünenbett von etwa 24,0 m Länge und 7,0–7,5 m Breite. Unter dem Oberboden waren die Standspuren der Randsteineinfassung sichtbar. Die Kammer lag schräg zur Längsachse.
Die Nordwest-Südost orientierte Kammer des Rechteckdolmens war innen etwa 1,9 m lang und 1,2 m breit. Die Zugangsseite war nicht bestimmbar. Auf der südwestlichen fanden sich drei, an der nordöstlichen Langseite zwei, auf den Schmalseiten jeweils eine Standspur der Tragsteine. Die Standspuren in den Kammerecken waren kleiner und weniger eingetieft. In diesem Bereich wurden Steine gefunden, die vermutlich von Fundamenten stammen, mit denen die Eckträger in der Höhe angeglichen wurden. Um eine horizontale Grabsohle zu erhalten, wurde die Hangneigung ausgeglichen, deshalb waren die Langseiten 0,17 m bzw. 0,30 m eingetieft. Das Bodenpflaster bestand aus sorgfältig verlegten Rollsteinen und einigen Steinplatten, unter einer 4–5 cm mächtigen Schüttung aus gebranntem Feuerstein, die Holzkohlestücke enthielt. Unter dem Pflaster war die Grabsohle stark gerötet, dagegen zeigte das Pflaster keine Spuren einer Hitzeeinwirkung. An den Außenseiten der Standspuren zog sich ein bis 0,6 m breiter Lehmwall um die Kammer, der im Südosten mit Feuersteinschotter durchsetzt war. Südwestlich lagen vor der Lehmpackung einige Rollsteine. Vermutlich hatte der Erdhügel einen Rollsteinmantel.
Der Innenraum war gestört. In der Kammer wurden in sekundärer Lage neun unverzierte Scherben, eine Feuersteinklinge, zwei querschneidige Pfeilspitzen und 29 Abschläge geborgen. Im abgetragenen Oberboden der Grabungsfläche wurden 21 unbestimmbare Feuersteinartefakte gefunden. Östlich der Megalithanlage lagen einige Bronzefragmente im Unterboden.

## Ganggrab
Das zerstörte Ganggrab vom Typ Holsteiner Kammer mit der trapezförmigen Kammer lag unter einem Knick auf einer flachen Geländewelle im Eidertal. Der ovale West-Ost orientierte Hügel hatte etwa 14 m Durchmesser und war noch 0,4 m hoch. An der östlichen Seite wurden Standspuren eines Randsteinkreises beobachtet. Im Südteil des Hügels lagen die Reste der Kammer.
Die West-Ost orientierte, im Westen breitere Kammer hatte Innenmaße von 3,8 × 1,4–2,1 m. Der Gang war 1,9 m lang. Von den Tragsteinen der Kammer waren zehn Standspuren, je vier auf den Langseiten und zwei auf der östlichen Schmalseite erhalten. Der Zugang zur Kammer lag mittig zwischen den Standspuren auf der Südseite. In der Zugangslücke stand ein Schwellenstein in situ, vor dem eine etwa 0,2 m dicke Lehmschicht aufgetragen worden war. Vor der Schwelle mündete der rechtwinklig angesetzte Gang, von dem zwei Tragsteinstandspuren je Seite erhalten waren. In einigen Lücken zwischen den Standspuren der Kammer und des Ganges waren Reste des Zwischenmauerwerks aus geschichteten Steinplatten erhalten.
Die Kammersohle lag etwa auf Höhe des anstehenden Bodens. Sie hatte einen etwa drei Zentimeter starken Belag von zumeist feinen, gebrannten Feuersteinstücken, der im Ostteil der Kammer ein Rollsteinpflaster bedeckte. Wie groß die gepflasterte Fläche ursprünglich war, konnte nicht geklärt werden, da der Innenraum im östlichen Kammerteil bis zur Sohle gestört war. Von der Ummantelung der Kammer waren noch Reste erhalten. Vor den Standspuren lag feiner bis grober gebrannter Feuerstein und an der Südostecke grober ungebrannter Feuersteinschotter.

## Vermutlich Rechteckdolmen
Der Oberboden wurde zu Beginn der Ausgrabung abgetragen. Erhalten waren noch vier 0,1 und 0,2 m tiefe Standspuren, die mit humoser Erde, gebranntem Feuerstein und Spaltstücken gefüllt waren. Nach einem alten Bericht soll die Kammer drei Tragsteine auf den Langseiten und je einen Abschlussstein auf den Schmalseiten gehabt haben. Nordwestlichen der Kammer wurden zwei Verfärbungen beobachtet, die von einem zerstörten Randsteinkreis stammen könnten.
Die gefundenen Verfärbungen waren nicht eindeutig als Standspuren erkennbar. Die Befunde lassen vermuten, dass es sich um einen Nordwest-Südost orientierten Dolmen handelte, der außen mit einer Lehmummantelung versehen war. Reste der Ummantelung wurden in den Störbereichen angetroffen, wo auch drei Scherben, zwei Feuersteinabschläge und ein Bernsteinperlenrest gefunden.

## Zerstörte Megalithanlage
Eine unregelmäßig rechteckige (etwa 5,0 × 3,8 m) Verfärbung in Höhe des anstehenden Bodens kennzeichnete den Standort des vollkommen zerstörten Großsteingrabes. Die Verfärbung enthielt viele Rollsteine, gebrannten Feuerstein und einige Lehmklumpen. Im gestörten Bereich und seiner Umgebung wurden verzierte und unverzierte Gefäßscherben und zahlreiche Artefakte aus Feuerstein gefunden.
Westlich und nordöstlich des Bereichs wurden mehrere Siedlungs- und Pfostengruben der Bronze- und frühen vorrömischen Eisenzeit sowie zwei Feuerstellen aufgedeckt.

### Funde
Auf der Feuersteinschüttung der Kammersohle lag eine 10 cm mächtige gelbsandige Schicht, die kaum Humus und wenig Feuerstein enthielt. In und auf der Sandschicht sowie im ungestörten und gestörten Kammerbereich wurden zahlreiche Bernsteinperlen, Feuersteingeräte und zerscherbte Tonware gefunden. Weitere Funde wurden außerhalb der Kammer, im Bereich südlichen des Ganges (z. T. in gestörter Lage) und an verschiedenen Stellen der Hügelbasis geborgen. Nordwestlich des Hügels lagen in Höhe des anstehenden Bodens drei Feuersteinschlagplätze der Einzelgrabkultur (EGK).